# Истон, Брайан
Бра́йан Нил И́стон (англ. Brian Neil Easton; род. 5 марта 1988, Глазго) — шотландский футболист, защитник клуба «Гамильтон Академикал».
Профессиональную карьеру футболиста Истон начал в клубе «Гамильтон Академикал» в 2006 году. Проведя в составе «академиков» три года, Брайан перебрался в Англию, где присоединился к команде «Бернли». В январе 2010 года, не сумев пробиться в основной состав «бордовых», шотландец был отдан в полугодичную аренду обратно в «Гамильтон». Летом 2012 года контракт Истона с «Бернли» истёк, и Брайан на правах свободного агента пополнил ряды шотландского «Данди».
C 2008 по 2010 года защитник выступал под знамёнами национальной молодёжной сборной страны, провёл в её составе три матча.

## Клубная карьера

### «Гамильтон Академикал»
8 августа 2006 года Истон дебютировал в первом составе клуба «Гамильтон Академикал» в матче за Кубок шотландской лиги, в котором «красно-белые» встречались с «Куинз Парк». В тот же день Брайан подписал с ланаркширцами свой первый профессиональный контракт футболиста.
В сезоне 2007/08 во многом благодаря уверенной игре обороны «Академикал» под руководством Истона «Гамильтон» стал первым в соревновании Первого дивизиона Шотландии и завоевал право выступления в Премьер-лиге в следующем футбольном году. В межсезонье Брайан стал объектом интереса со стороны нескольких клубов Высшей лиги Англии, но сам футболист отмёл все эти спекуляции, подписав с «красно-белыми» новое 3-летнее соглашение о сотрудничестве.
16 мая 2009 года Истон, отыграв в матче против «Мотеруэлла», провёл сотый матч за «Гамильтон».

### «Бернли»
Этим же летом в прессе вновь активно муссировалась информация, связывающая Брайана с тем или иным клубом Англии. Среди наиболее вероятных претендентов назывались «Дерби Каунти» и «Бернли».
2 июля бывший в то время наставником «Бернли», Оуэн Койл, заявил, что шотландскому клубу сделано предложение по приобретению прав на Истона в размере 200 тысяч фунтов стерлингов. Руководство «Гамильтона» ответило отказом на данный запрос, но подтвердило, что, если сумма трансфера будет увеличена, то оно готово продать футболиста. Новое предложение в 350 тысяч фунтов удовлетворило «Атлетик» и, успешно пройдя медицинское обследование в Англии, 14 июля Брайан стал игроком «Бернли», подписав 3-летний контракт с «бордовыми».
Но закрепиться в составе ланкаширского клуба шотландец не смог, проведя за полгода пребывания в Англии лишь одну игру — 25 августа в Кубке Лиги против «Хартлпул Юнайтед».

### Аренда в «Гамильтон»
Учитывая непопадание Истона в состав первой команды, руководство «Бернли» приняло решение об аренде игрока в зимнее трансферное окно. Практически сразу бывший клуб Брайана, «Гамильтон», изъявил желание, чтобы молодой шотландец до конца сезона вновь поиграл в красно-белой футболке ланаркширцев. Это устроило «Бернли», и 29 января 2010 года Истон вновь оказался в «Атлетик».

### Возвращение в «Бернли»
По истечении срока аренды Брайан вернулся в «Бернли». 11 декабря 2010 года, поразив ворота «Лидс Юнайтед» в поединке Чемпионшипа, шотландец забил свой первый гол за «бордовых». В мае 2012 года контракт Истона с «Бернли» истёк, и он стал свободным агентом.

### Возвращение в «Данди»
6 сентября 2012 года Брайан вернулся в шотландскую Премьер-лигу, заключив соглашение о сотрудничестве с клубом «Данди». Ровно через месяц состоялся дебют Истона в составе его новой команды — в тот день «тёмно-синие» со счётом 0:3 уступили «Хиберниану».

### Клубная статистика
| Клуб                 | Сезон                | Чемпионат | Чемпионат | Кубок | Кубок | Кубок Лиги | Кубок Лиги | Кубок Вызова | Кубок Вызова | Еврокубки | Еврокубки | Итого | Итого |
| Клуб                 | Сезон                | Игры      | Голы      | Игры  | Голы  | Игры       | Голы       | Игры         | Голы         | Игры      | Голы      | Игры  | Голы  |
| -------------------- | -------------------- | --------- | --------- | ----- | ----- | ---------- | ---------- | ------------ | ------------ | --------- | --------- | ----- | ----- |
| Гамильтон Академикал | 2006/07              | 31        | 1         | 1     | 0     | 1          | 0          | 2            | 0            | —         | —         | 35    | 1     |
| Гамильтон Академикал | 2007/08              | 36        | 0         | 2     | 0     | 3          | 0          | 1            | 0            | —         | —         | 42    | 0     |
| Гамильтон Академикал | 2008/09              | 35        | 1         | 3     | 0     | 3          | 0          | —            | —            | —         | —         | 41    | 1     |
| Гамильтон Академикал | 2009/10              | 12        | 0         | —     | —     | —          | —          | —            | —            | —         | —         | 12    | 0     |
| Всего за «Гамильтон» | Всего за «Гамильтон» | 114       | 2         | 6     | 0     | 7          | 0          | 3            | 0            | 0         | 0         | 130   | 2     |
| Бернли               | 2009/10              | —         | —         | —     | —     | 1          | 0          | —            | —            | —         | —         | 1     | 0     |
| Бернли               | 2010/11              | 12        | 1         | —     | —     | 1          | 0          | —            | —            | —         | —         | 13    | 1     |
| Бернли               | 2011/12              | 21        | 0         | 1     | 0     | 3          | 0          | —            | —            | —         | —         | 25    | 0     |
| Всего за «Бернли»    | Всего за «Бернли»    | 33        | 1         | 1     | 0     | 5          | 0          | 0            | 0            | 0         | 0         | 39    | 1     |
| Данди                | 2012/13              | 13        | 0         | 2     | 0     | —          | —          | —            | —            | —         | —         | 15    | 0     |
| Всего за «Данди»     | Всего за «Данди»     | 13        | 0         | 2     | 0     | 0          | 0          | 0            | 0            | 0         | 0         | 15    | 0     |
| Всего за карьеру     | Всего за карьеру     | 160       | 3         | 9     | 0     | 12         | 0          | 3            | 0            | 0         | 0         | 184   | 3     |

(откорректировано по состоянию на 30 марта 2013)

## Сборная Шотландии
В 2008 году Истон дебютировал в составе молодёжной сборной Шотландии, сыграв 18 ноября в поединке против сверстников из Северной Ирландии. Всего за молодёжную команду своей страны провёл три матча.
6 мая 2009 года Брайан впервые вышел на поле в футболке второй сборной Шотландии — соперниками «горцев» в этот день были всё те же североирландцы.

## Достижения
«Гамильтон Академикал»
- Победитель Первого дивизиона Шотландии: 2007/08

«Сент Джонсон»
- Обладатель Кубка Шотландии: 2013/14

## Личная жизнь
В свободное время Брайан любит смотреть спортивные трансляции и фильмы. Любимый киноактёр Истона — Дензел Вашингтон, фильм — «Храброе сердце». У Брайана образцами для подражания на футбольном поле служат Хенрик Ларссон, Паоло Ди Канио и Эрик Кантона.